# Nationalparks in Costa Rica
Die Nationalparks in Costa Rica stellen Schutz- und Ruheräume der bedrohten Flora und Fauna dar und dienen damit direkt dem Umweltschutz. Einige Tierarten sind nur noch dort zu beobachten. Weil viele davon im Laufe des klimatischen Wechsels zwischen Trocken- und Regenzeit Wanderbewegungen unternehmen, sind die benachbarten Parks für diese Tiere lebenswichtig.

## Schutzgebiete
Insgesamt stehen 25,6 Prozent der Fläche Costa Ricas unter allgemeinem Naturschutz. Diese Gebiete sind zu Schutzzonen oder Schutzgebieten (Area de Conservación) zusammengefasst, zu deren Verwaltung Anfang der 1970er Jahre eine Nationalparkverwaltung (Servicio de Parques Nacionales) gebildet wurde. Daraus entstand 1994 die SINAC (Sistema Nacional de Áreas de Conservación) als verantwortliche Behörde für die Schutzgebiete.
In den Schutzgebieten befinden sich geschützte Flächen, die unterschiedlich kategorisiert sind:
- Nationalpark (Parque Nacional): Schutz und Erhaltung von Tier- und Pflanzenarten, die von „nationalem und internationalem Interesse“ sind, begrenzte Nutzung durch den Menschen zu touristischen oder wissenschaftlichen Zwecken (2008: 26 Nationalparks)
- Biologisches Reservat (Reserva Biológica): Schutz von Ökosystemen mit besonderer Flora und Fauna, Nutzung durch den Menschen zu wissenschaftlichen oder Bildungszwecken (2008: acht Biologische Reservate)
- Naturreservat (Reserva Natural Absoluta): Schutz des Lebensraumes von Pflanzen und Tieren (2008: einziges Naturreservat Cabo Blanco, 1963 gegründet)
- Nationales Monument (Monumento Nacional): historisch oder archäologisch bedeutende Stätten (2008: einziges Nationales Monument Ausgrabungen von Guayabo)
- Nationales Naturschutzgebiet (Refugio Nacional de Vida Silvestre): Schutz bestimmter Tierarten; diese Gebiete stellen eine Vorstufe zu den Biologischen Reservaten und Nationalparks dar; sie werden nicht von der SINAC verwaltet, sondern von der Dirección General de Vida Silvestre.

Die ausgewiesenen Schutzgebiete sind (mitunter werden noch Unterteilungen oder abweichende Zuordnungen vorgenommen):
| Schutzgebiet          | Nationalparks                                                                                         |
| La Amistad            | Barbilla, Cahuita, Chirripó, Tapantí, Parque Internacional La Amistad (allgemeines Naturschutzgebiet) |
| Tortuguero            | Tortuguero                                                                                            |
| Zentralkordilleren    | Braulio Carrillo, Juan Castro Blanco, Vulkan Irazú, Vulkan Poás, Vulkan Turrialba                     |
| Arenal                | Vulkan Arenal, Vulkan Tenorio                                                                         |
| Guanacaste            | Santa Rosa, Guanacaste, Rincón de la Vieja                                                            |
| Tempisque             | Barra Honda, Las Baulas, Diriá, Palo Verde                                                            |
| Zentrale Pazifikküste | La Cangreja, Carara, Manuel Antonio                                                                   |
| Osa                   | Ballena, Corcovado, Piedras Blancas                                                                   |
| Isla del Coco         | Isla del Coco                                                                                         |

Neben den staatlich verwalteten Schutzgebieten gibt es weitere private Initiativen zum Schutz von Tieren und Pflanzen. Ein Projekt mit österreichischer Beteiligung ist der Regenwald der Österreicher.

## Nationalparks
Etwa die Hälfte der Fläche der Schutzgebiete (über elf Prozent der Fläche Costa Ricas) wird von den Nationalparks eingenommen.
| Name                                                    | gegr. | Größe (Hektar) | Bemerkungen                                                                                     |
| Ballena                                                 | 1990  | 4.500          | Meeresnationalpark                                                                              |
| Barbilla                                                | 1982  | 11.900         | sehr feuchter Tropenwald                                                                        |
| Barra Honda                                             | 1974  | 2.300          | 42 Karsthöhlen                                                                                  |
| Las Baulas de Guanacaste                                | 1991  | 450            | Meeresnationalpark, im Meer sind weitere 22.000 Hektar geschützt                                |
| Braulio Carrillo                                        | 1978  | 45.000         | sehr dichte Vegetation                                                                          |
| Cahuita                                                 | 1970  | 1.000          | Tropischer Regenwald, Mangroven, Erdbeerfröschchen                                              |
| La Cangreja                                             | 2004  | 2.240          | endemische Pflanzenarten, tropischer Übergangswald                                              |
| Carara                                                  | 1978  | 4.700          | Spitzkrokodile im angrenzenden Río Tárcoles, Scharlachara                                       |
| Chirripó                                                | 1975  | 50.000         | Cerro Chirripó höchster Berg Costa Ricas (3.820 Meter)                                          |
| Corcovado                                               | 1975  | 55.000         | 500 Baumarten, darunter Bäume mit 50 Meter Höhe                                                 |
| Diriá                                                   | 1991  | 5.428          | über 100 Vogelarten, etwa 20 Fledermausarten                                                    |
| Guanacaste                                              | 1989  | 36.000         | Forschungsstationen Maritza, Pitilla und Cacao zur Tierbeobachtung                              |
| Isla del Coco                                           | 1978  | 5.200          | steht auf der UNESCO-Welterbeliste                                                              |
| Juan Castro Blanco                                      | 1992  | 14.258         | vier unterschiedliche Waldzonen, wichtigstes Trinkwasserreservoir                               |
| Manuel Antonio                                          | 1972  | 683            | sehr gute Tierbeobachtungsmöglichkeiten                                                         |
| Palo Verde                                              | 1980  | 17.000         | Vogelschutzgebiet für etwa 300 Arten (geschätzter Bestand 200.000 Vögel)                        |
| Piedras Blancas                                         | 1992  | 14.000         | 140 Säugetierarten, 350 Vogelarten, über 100 Amphibienarten                                     |
| Rincón de la Vieja                                      | 1973  | 14.084         | Geysire und Schwefelquellen, Orchideenart Cattleya Skinneria (Nationalblume Costa Ricas)        |
| Santa Rosa                                              | 1971  | 50.000         | Eiablage der Meeresschildkröten, von weltweit acht Arten legen sechs ihre Eier in Costa Rica ab |
| Tapantí                                                 | 1992  | 5.100          | primärer Regenwald                                                                              |
| Tortuguero                                              | 1975  | 26.000         | Eiablage der Meeresschildkröten (vier Arten)                                                    |
| Vulkan Arenal (Arenal)                                  | 1994  | 4.000          | kaum Vegetation, Schutz von Primärwaldresten                                                    |
| Vulkan Irazú (Irazú)                                    | 1955  | 2.000          | Irazú höchster aktiver Vulkan Costa Ricas (3.432 Meter)                                         |
| Vulkan Poás (Poás)                                      | 1971  | 5.600          | Nebelwald, Moose, Epiphyten, Flechten                                                           |
| Vulkan Tenorio (Tenorio)                                | 1995  | 18.400         | immergrüne Nebel- und Regenwälder                                                               |
| Vulkan Turrialba (Turrialba)                            | 1955  | 1.600          | Abstieg in den Hauptkrater möglich                                                              |
|                                                         |       |                |                                                                                                 |
| Nationalpark La Amistad (allgemeines Naturschutzgebiet) |       | 192.000        | in Panama gehören weitere 440.000 Hektar zu diesem Park                                         |

Anmerkungen:
- Die Angaben zur Gründung schwanken, dabei wird entweder das Jahr der Ernennung zum Nationalpark oder der Gründung eines Vorläufers (Biologisches Reservat oder ähnliches) angegeben.
- Die Angaben zur Größe schwanken, weil zum Teil benachbarte Flächen mit einbezogen werden.

## Sonstiges
Der Nationalpark Manuel Antonio wurde 2011 von Forbes in der Liste der 12 schönsten Nationalparks der Welt geführt.